# Idlib (okrug)
Okrug Idlib (ar. منطقة ادلب) je okrug u sirijskoj pokrajini Idlib. Po popisu iz 2004. (prije rata), distrikt je imao 382.929 stanovnika. Administrativno sjedište je u naselju Idlib.

## Nahije
Okrug je podijeljen u nahije (broj stanovnika se odnosi na popis iz 2004.):
- Idlib (ناحية ادلب): 126.284 stanovnika.[nedostaje izvor]
- Abu al-Duhur (ناحية أبو الظهور): 38.869 stanovnika.[2]
- Binnish (ناحية بنش): 35.166 stanovnika.[3]
- Saraqib (ناحية سراقب): 88.076 stanovnika.[4]
- Taftanaz (ناحية تفتناز): 24.145 stanovnika.[5]
- Maarrat Misrin (ناحية معرتمصرين): 57.859 stanovnika.[6]
- Sarmin (ناحية سرمين): 14.530 stanovnika.[7]